# Cavariella nipponica
Cavariella nipponica är en insektsart. Cavariella nipponica ingår i släktet Cavariella och familjen långrörsbladlöss. Inga underarter finns listade i Catalogue of Life.